# Rubensfigur

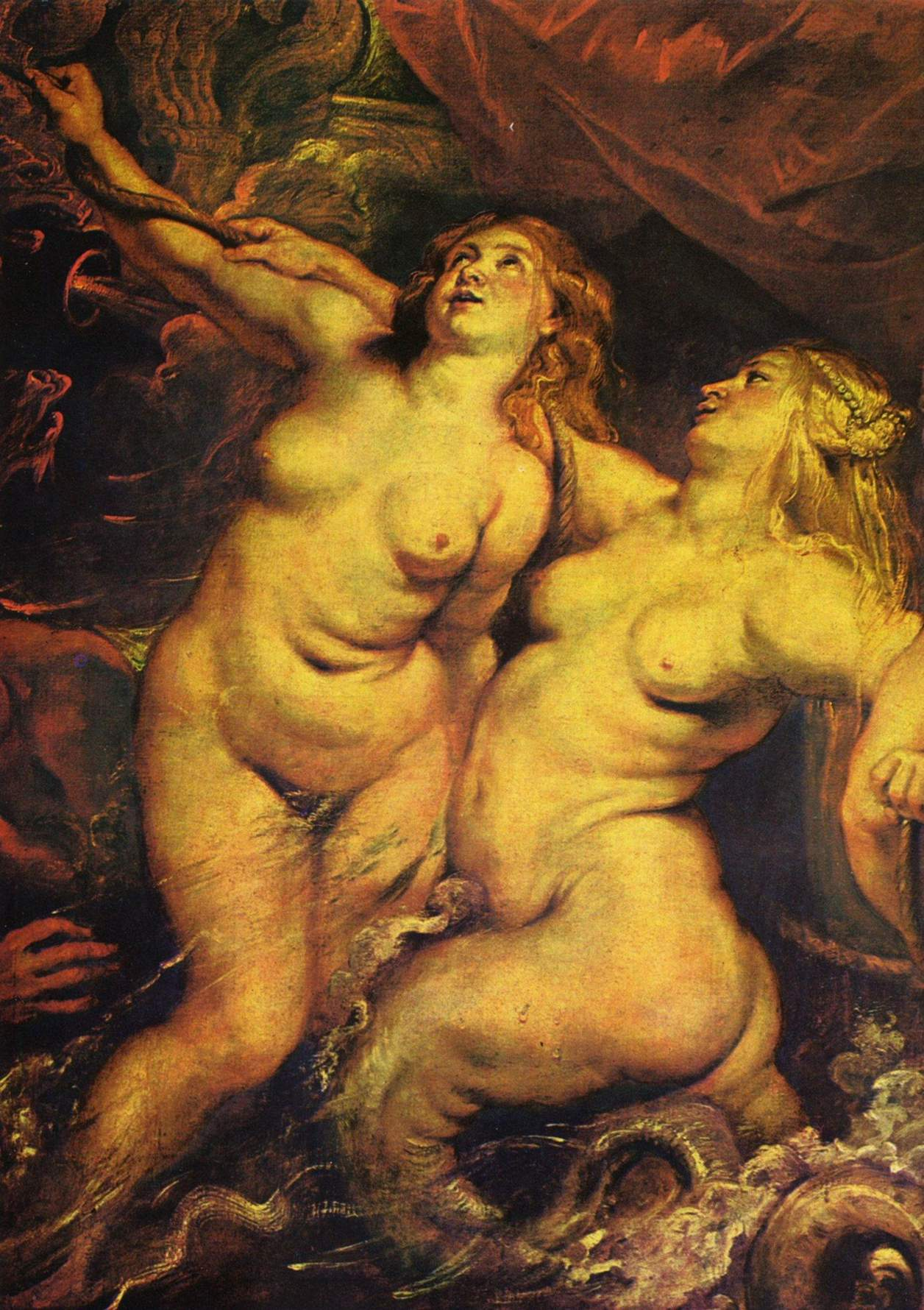
Peter Paul Rubens, Ankunft der Maria de’ Medici in Marseille (Detail)

Der Begriff Rubensfigur (oder Rubensfrau) hat sich als Bezeichnung für Frauen mit üppiger Figur eingebürgert. Die Bezeichnung geht auf Bilder des Barockmalers Peter Paul Rubens zurück. Dieser stellte in seinen in der ersten Hälfte des 17. Jahrhunderts entstandenen Bildern insbesondere Frauen mit üppigen Rundungen dar, etwa nach dem Modell seiner Ehefrauen Isabella Brant und Hélène Fourment. Der analogische Begriff hat sich in der Alltagssprache vor allem im Zusammenhang von Auseinandersetzungen über Schönheitsideale etabliert, in denen die Standpunkte anhand von Bildwerken der Kunst und der Fotografie verdeutlicht werden sollen.

## Historischer Kontext
Schönheitsideale spiegeln im gesellschaftlichen Kontext immer den jeweiligen Partnerwert, der durch Parameter wie Jugendlichkeit, Attraktivität, Fruchtbarkeit und genetische Qualität bestimmt wird, im Verhältnis zu den gesellschaftlichen Verhältnissen (Nahrungsmittelangebot, Notzeiten) wider. In Zeiten der Nahrungsmittelknappheit galten üppigere Körperformen als attraktiv, symbolisierten sie doch einen gewissen Wohlstand. Mit starken weiblichen Rundungen wurde ab der Renaissance das Idealbild der Frau geprägt, sie galten als verführerisch und besonders gebärfähig im Gegensatz zu schlanken Frauen. In der Zwischenzeit kam die Wespentaille in Mode, dennoch blieben Frauen üppiger. Nur ein Korsett diente hier als Mittel zum Zweck.
Später malte der Barockmaler Rubens Frauen mit starken weiblichen Rundungen. Im Rokoko wurden Figuren in Gemälden noch leibhafter, was sich in der gehobenen Gesellschaft schnell verbreitete. Füllige Menschen wurden als intelligent und wohlhabend anerkannt. Zucker und Fett diente dem Erhalt der damaligen Idealfigur. Diäten hatten nicht das Ziel Gewicht zu vermindern, sondern dienten eher einer weiteren Gewichtszunahme bzw. dem -erhalt. Noch vor der Französischen Revolution zum nahenden Ende des 18. Jahrhunderts galt wieder eine schlanke Figur als zeitgemäß.

## Erweiterte Begriffsverwendung
Während der Begriff Rubensfigur vor und kurz nach Beginn des 20. Jahrhunderts ausschließlich in der Kunstliteratur zu finden ist, erfolgte in den 1920er und 1930er Jahren eine Übernahme in Unterhaltungszeitschriften, oder in Romane, beispielsweise bei Ferdinand von Hornstein, wobei Rubensfigur als rhetorisches Stilmittel (in diesem Fall Synekdoche für eine kräftig gebaute Frau) verwendet wird.
Derzeit wird der Begriff, auch in der durchaus positiv belegten Variante Rubensweib (beispielsweise „prächtiges Rubensweib“) beschreibend, ironisch oder selbstironisch verwendet. Zusätzlich wurde mit dem Begriff Fat Admiring oder Big Beautiful Woman eine sexuelle Neigung dazu erklärt.